# Loch Skerrols
Loch Skerrols är en sjö i Storbritannien.   Den ligger i riksdelen Skottland, i den nordvästra delen av landet, 600 km nordväst om huvudstaden London. Loch Skerrols ligger 14 meter över havet. Den ligger på ön Islay. Trakten runt Loch Skerrols består i huvudsak av gräsmarker.